# Снові-Рівер
Снові-Рівер (англ. Snowy River) — річка в південно-східній частині Австралії, що протікає територією штатів Новий Південний Уельс і Вікторія.
Довжина Сноуі-Рівер становить 352 км, початок річки починається біля підніжжя гори Косцюшко, розташованої в Австралійських Альпах.
Річка протікає по території штату Новий Південний Уельс, після чого тече по території Національного парку Сноуі-Рівер, розташованого в штаті Вікторія. Недалеко від міста Марло Сноуі-Рівер впадає в Бассову протоку. Річка протікає через міста: В 1950-1960-х роках на річці була споруджена система гребель і водоймищ для забезпечення водою сільськогосподарських районів, це привело до сильного звуження річки в деяких місцях.

## Каскад ГЕС
На річці споруджено гідроелектростанції ГЕС Guthega, ГЕС Мюррей 1, ГЕС Мюррей 2.